# Kadeš

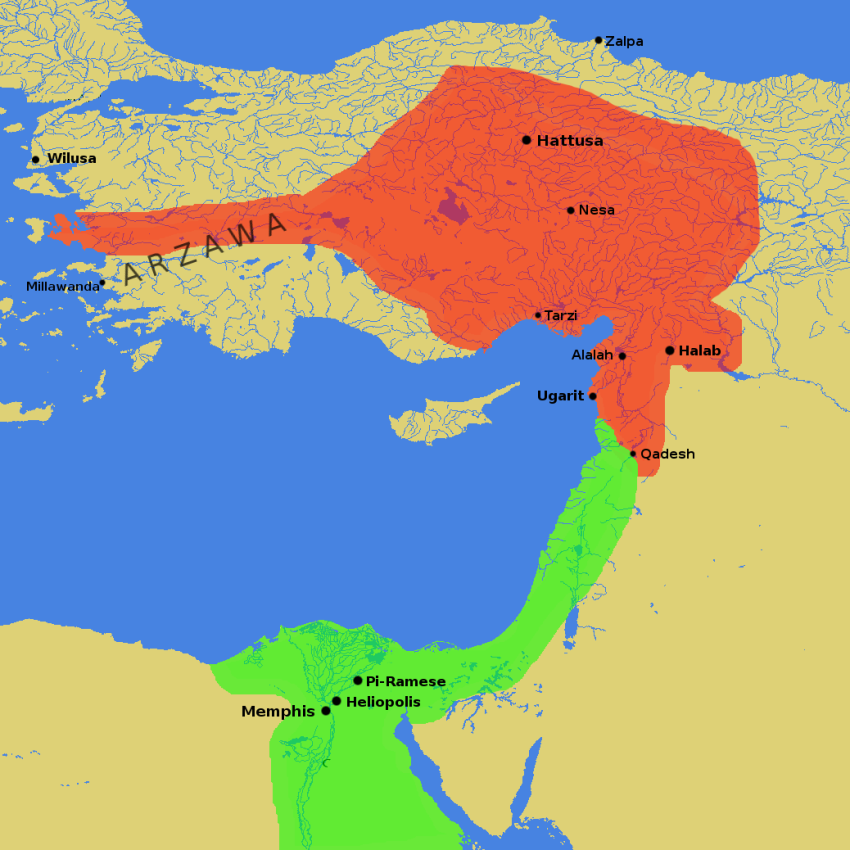
Poloha města na hranici dvou silných mocností

Kadeš bylo starověké město ležící na řece Orontes v dnešní Sýrii.
Poprvé je zmiňováno jako jedno ze dvou kanaánských měst (tím druhým je Megido), která vedla koalici městských států proti vojskům egyptského faraona Thutmose III. Její vytvoření má pravděpodobně na svědomí vládce království Mitanni, hlavního rivala Egypta v boji o kontrolu levantské oblasti. Porážka v bitvě u Megida nakonec vedla k rozšíření egyptské nadvlády nad městem a nad celou oblastí jižní Sýrie.
Zachovala se jména tří panovníků (králů) města:
- Suttarna (cca 1350 př. n. l.);
- Etakkama (cca 1340 př. n. l.);
- Ari-Tešub (cca 1330-1325 př. n. l.).

Město je však především známé jako místo, kde proběhla jedna z nejlépe zdokumentovaných bitev starověku, bitva u Kadeše, mezi supermocnostmi 13. století př. n. l. Egyptem a Chetitskou říší. Po 150 letech egyptské nadvlády se Kadeš dostal pod vliv Chetitské říše a ocitl se na hranicích soupeřících starověkých mocností. Konflikt skončil víceméně nerozhodně a Kadeš zůstal pod chetitským vlivem. Nerozhodný výsledek vedl k první známé déletrvající mezinárodní mírové smlouvě v historii lidstva.